# Aida (musical)
Aida  (também conhecido como Elton John and Tim Rice's Aida) é um musical com música de Elton John, letras de Tim Rice, e libreto de Linda Woolverton, Robert Falls, e David Henry Hwang, produzido pela Walt Disney Theatrical.
Aida estreou na Broadway em 23 de março de 2000, chegando a 1852 performances até 5 de setembro de 2004 (a 35.ª produção da Broadway que esteve mais tempo em cartaz). O musical também correu 2002-2003 e 2006-2007 durante duas turnês nacionais nos EUA, e também correu em produções internacionais que foram realizadas em 20 países diferentes, e ainda é realizada em produções internacionais, teatros regionais, universidades e escolas de ensino médio.
Aida foi indicado para cinco prêmios Tony e ganhou quatro em 2000, incluindo Melhor Trilha Musical e Melhor Performance de uma Atriz em Musical. Aida também foi nomeado pela revista Time em 2000 como uma das dez melhores produções teatrais do ano. A turnê First National foi indicado para nove prêmios National Broadway Theatre (agora "Touring Broadway Awards") e ganhou cinco prêmios, incluindo Melhor Musical, Melhor Direção, Melhor Ator e Melhor Atriz.
A gravação do elenco de Aida ganhou o Grammy de Melhor Álbum Musical. Uma canção de Aida, "Written in the Stars" (gravado e cantado por Elton John e LeAnn Rimes) atingiu No.2 no Billboard adulto charts de música contemporânea, e No.1 nas paradas contemporâneas canadenses.
Em língua portuguesa, Aída foi montado em São Paulo, entre 14 de fevereiro e 3 de abril de 2008, no Teatro Cultura Artística. O elenco trouxe alguns nomes conhecidos do teatro musical brasileiro, como Naíma (Amneris), Corina Sabbas/Andrea Marquee (Aída), Saulo Vasconcelos (Zoser), Carol Bezerra (Nehebka), Danilo de Moura (Mereb), e ainda André Saporetti,Séfora Araujo (Aída e Amneris standing e ensemble), Livia Graciano, Thiago Lemmos, Clara Camargo, Mariana Hidemi, entre outros.

## Ideia
O show é realizado em dois atos com base na ópera de Giuseppe Verdi de mesmo nome e nos relatos do egiptólogo Auguste Mariette. O musical teve origem a partir da versão em livro infantil da ópera de Verdi escrita pela soprano Leontyne Price. O livro contou com ilustrações de Leo e Diane Dillon . Os direitos foram adquiridos pelos estúdios Disney para um projeto de filme de animação. Desenvolvimento do filme foi arquivado, mas o material de origem evoluiu para a versão teatral.

## Sinopse

### Ato I
Na ala egípcia de um museu moderno, um homem e uma mulher passeiam pela exposição e acabam cruzando os olhos um do outro. Uma estátua de Amneris, uma mulher faraó, vem a vida ("Every Story Is a Love Story") e os transporta para o Egito Antigo, onde Radamés, capitão do exército egípcio, e os seus homens estão voltando de uma expedição pela terra do inimigo de longa data do Egito, Núbia ("Fortune Favors the Brave"). Quando seus soldados capturam um grupo de mulheres da Núbia, ele é cativado por uma delas, Aida, que tenta libertar-se através de um duelo com seus soldados. Radames a obriga a lavar suas costas, mas ela se recusa, dizendo que, embora os egípcios tomaram tudo de os núbios, eles nunca vão ter o seu espírito ("The Past Is Another Land"). Radames salva companheiros de Aída das minas de cobre (e da morte certa), enviando-os para o jardineiro do palácio. Ele também garante Aida para serve como uma serva de sua noiva, a princesa Amneris. Pai de Radamés, Zoser o Ministro Chefe, cumprimenta seu filho com a notícia de que o Faraó está morrendo, e Radamés deve se preparar para se tornar o próximo governante do Egito ("Another Pyramid"). Sem o conhecimento de Radamés, seu pai envenenou o Faraó, a fim de acelerar a ascensão de Radamés ao trono.
O servo núbio de Radamés, Mereb, é um jovem que aprendeu os truques de sobrevivência no Egito. Ao entregar Aida à princesa, Mereb reconhece-a como a filha do rei núbio com quem ele tinha servido durante os dias em Núbia. Ela ordena-lhe para manter sua identidade em segredo, para que os egípcios não matá-la ("How I Know You"). Apresentada a Amneris, Aida é apreciada imediatamente, e ela percebe que as extravagâncias da princesa com a moda serve apenas como uma máscara de suas inseguranças ("My Strongest Suit"). Em um banquete, Amneris e Radamés ouve do Faraó que eles devem se casar em sete dias, deixando o capitão perturbado que seus dias como um explorador tenha terminado ("Fortune Favors the Brave - Reprise" *). Juntos, ele e Aida compartilham seus sonhos e remorsos ("Enchantment Passing Through").
Mais tarde naquela noite, Amneris se preocupa com a doença do pai, e encontra em Aida alguém que entende e incentiva-la ("My Strongest Suit (Reprise)"). Entrando no quarto de sua noiva, Radames encontra Aida e compartilhar sua crescente atração para ela. Aida é levada por Mereb para o campo dos núbios, onde ela relutantemente submete aos apelos de seu povo para liderá-los ("Dance of the Robe"). Quando ela implora Radamés para ajudar os núbios, ele abre seu coração, dando seus bens a eles ("Not Me") e declarando seu amor por Aida ("Elaborate Lives"). Incapaz de lutar contra seus sentimentos por mais tempo, ela cai em seus braços. Sua felicidade é interrompida pela notícia de que os exércitos de Radamés capturaram Amonasro, rei da Núbia e também pai de Aida. Incapaz de confortá-la, Radamés deixa Aida em perigo. Reunindo seu povo, Aida assegura-lhes que Núbia nunca vai morrer ("The Gods Love Nubia").

### Ato II
Amneris, Radames e Aida refletem sobre estarem presos em lealdades e emoções conflitantes ("A Step Too Far"): Amneris tem medo de que a afeição de Radamés por ela esteja diminuindo, Radames teme que seu amor por Aida poderia acabar com sua vida, e Aida teme que ela poderia ser uma traidora do seu povo se ela ama Radamés. Aida e Mereb subornam o guarda e vão para cela da prisão de Amonasro, onde ela se reúne com seu pai. Mereb inventa um plano para escapar com o rei durante a o casamento de Amneris. Para salvar seu pai e sua nação, Aida deve trair o homem que ela ama ("Easy as Life"). Enquanto isso, Zoser descobre o caso de Radamés e avisa ao filho que poderia custar-lhe o trono, mas Radamés não compartilha as ambições de seu pai ("Like Father, Like Son"). Depois de uma luta emocional com seu filho, Zoser ordena a seus homens para encontrar Aida e matá-la.
No acampamento dos núbios, Aida recebe um pedido de desculpas escrito de Radames pela forma impensada que ele agiu ao saber da captura de Amonasro ("Radames' Letter") e por sua falta de demonstração afeto. Quando os soldados egípcios chegam para captura Aida, outra Núbia, Nehebka, sacrifica-se para que a princesa possa viver ("Halfway to Heaven"). Agora ainda mais determinada a deixar Radamés sempre, Aida vai dizer adeus a ele apesar das objeções de Mereb ("How I Know You (Reprise)"). Radames informa Aida que ele vai desistir do casamento. Aida sabe que isso iria arruinar a fuga de seu pai e diz que ele deve ir até o fim ("Written in the Stars"). Radamés concorda, com a condição de que ela escape para a liberdade em um barco que ele irá proporcionar. Os amantes partem de coração partido, mas Amneris tem ouvido toda a conversa e tenta encarar o fato de que seu casamento é uma farsa ("I Know the Truth").
A notícia da fuga de Amonasro interrompe o casamento de Amneris. Radames descobre a verdade da identidade de Aida quando chega nas docas assim quando ela está prestes a embarcar no barco com seu pai. Embora ele esteja com raiva que Aida escondeu sua realeza, ela diz que nunca mentiu sobre amá-lo. No caos que se seguiu, Mereb é mortalmente ferido por Zoser, e Radames torna possível fuga de Amonasro, cortando a corda amarrada ao banco dos réus, mas Aida fica com Radamés e socorre um Mereb morrendo. Zoser foge, e Mereb morre nos braços de sua amada princesa. Radamés e Aida são, então, preso por traição. No julgamento que se seguiu, o Faraó anuncia a apreensão de Zoser e que Aida e Radames devem ser enterrados vivos. Amneris assume seu papel como futura faraó convencendo seu pai para deixar os amantes morrem no mesmo túmulo, um ato de misericórdia para duas pessoas que ela passou a amar. Enfrentando a morte, Aida pede a Radamés para a força ("Elaborate Lives (Reprise)"). Como eles estão lentamente privados de luz e de ar ("Enchantment Passing Through (Reprise)"), Radamés jura que irá procurar através de cem vidas para encontrá-la de novo se for preciso.
De volta ao museu contemporâneo, o espírito de Amneris revela que, quando ela se tornou faraó, "a morte dos amantes deu à luz um reino de paz" entre o Egito e Núbia. Ela observa que o homem e a mulher moderna são estranhamente atraídos um pelo outro. Elas são as reencarnações de Aida e Radamés, encontrando um ao outro em um novo começo ("Every Story is a Love Story (Reprise)").
- "Fortune Favors the Brave (Reprise)", o instrumental "Dance of the Robe (Reprise)", a insinuação e o Entr'acte não são apresentados no Original Broadway Cast Recording ou nas gravações internacionais da produção.

## Números musicais
| Act I - Every Story Is a Love Story - Amneris - Fortune Favors the Brave - Radames e os Soldados - The Past Is Another Land - Aida - Another Pyramid - Zoser e os Ministros - How I Know You - Mereb e Aida - My Strongest Suit - Amneris e a Mulher do Palácio - Fortune Favors the Brave (Reprise) - Radames - Enchantment Passing Through - Radames e Aida - My Strongest Suit (Reprise) - Amneris ae Aida - Dance of the Robe - Aida, Nehebka e os Núbios - Not Me - Radames, Mereb, Aida, e Amneris - Elaborate Lives - Radames e Aida - The Gods Love Nubia - Aida, Nehebka, e os Núbios | Act II - A Step Too Far - Amneris, Radames, e Aida - Easy as Life - Aida - Like Father, Like Son - Zoser, Radames, e os Ministros - Radames' Letter - Radames - How I Know You (Reprise) - Mereb - Written in the Stars - Aida e Radames - I Know the Truth - Amneris - Elaborate Lives (Reprise) - Aida e Radames - Enchantment Passing Through (Reprise) - Radames e Aida - Every Story Is a Love Story (Reprise) - Amneris |

## Papéis Principais
- Aida: Filha de Amonasro e a princesa da Etiópia (também conhecido como Abissínia). Com sua realeza desconhecida para todos, exceto Mereb, que a reconhece como a princesa, ela é levada para a escravidão com o resto da Núbia, mas atrai a atenção de Radamés. (Mezzo Soprano)
- Radamés: Capitão do exército egípcio, filho de Zoser, e noivo de Amneris. Ele é esperado para suceder o trono egípcio após a morte do faraó, mas encontra-se intrigado com uma escrava etíope, Aida. (Tenor dramático)
- Amneris: Princesa do Egito, filha do Faraó, e noiva de Radamés. Ela é conhecida por todos pelas suas maneiras elegantes. Aida é dada a ela como um presente, por quem sua verdadeira natureza é visto: Amneris está apenas usando a moda como forma de esconder suas próprias inseguranças. (Mezzo)
- Zoser: Ministro-chefe do Egito e pai de Radamés. Ele antecipa a sucessão de seu filho ao trono egípcio envenenando o Faraó. (Barítono)
- Mereb: Um servo etíope de Radamés, que foi capturado pelos egípcios como um jovem e tem servido entre eles desde então. O primeiro a reconhecer Aida como a princesa da Etiópia, e o primeiro a dizer aos outros escravos núbios sobre isso como esperança de que ela poderá liberta-los. (Barítono)
- Nehebka: Escrava núbia que fala com Aída, como representante do povo da Núbia. (Mezzo)
- Faraó :Pai de Amneris e o rei do Egito. Ele arranja o casamento de Amneris com Radamés, ele é secretamente sendo envenenado por Zoser para acelerar a sucessão de Radames ao trono.
- Amonasro: Pai de Aida e Rei da Etiópia. Ele é levado como escravo pelos egípcios após Aida e Radames terem caído no amor, e fala Aida para quebrar todos os laços que ela tem com os egípcios.

## Histórico de Produção

### Pré-Broadway: Origens, Atlanta e Chicago
Aida foi originalmente concebido para a produção de um filme musical animado pelos executivos da Disney, que queriam fazer um outro projeto com Sir Elton John e Sir Tim Rice, após o sucesso de O Rei Leão; a Disney queria fazer outra animação, e foi ideia de John desenvolver a história diretamente como um musical. A primeira leitura foi apresentado para os executivos da Disney em 1 de abril de 1996, John também gravou vários demos das canções originais, que nunca foram divulgados, mas foram amplamente contrabandeados. A primeira apresentação plena da produção ocorreu em setembro de 1998, em Atlanta. Um dos muitos problemas era transformar a ópera de Verdi em musical.
Elaborate Lives: The Legend of Aida  teve a sua estreia mundial no Teatro Aliance, em Atlanta, Georgia. A produção ficou em cartaz de 16 de Setembro a 8 de novembro de 1998. A produção de Atlanta contou com Heather Headley (Aida), Hank Stratton (Radamés) e Sherie Rene Scott (Amneris). Está primeira produção teve várias músicas que foram cortadas da produção final. A encenação original de Atlanta concebeu um show com cenários quase vazios, exibindo apenas um  conjunto de seis toneladas de ouro em forma de pirâmide no centro. Impulsionado por controles hidráulicos, lados e fundo da pirâmide poderia ser transformada e rodado para sugerir vários locais, como a popa do navio ou de um túmulo. No entanto, a peça, construída a um preço de cerca de US $ 10 milhões, com freqüência quebrou, e um novo desenhista de produção foi contratado para rescrever o set em Chicago. Nada do desenho original do set de Atlanta permaneceu na nova produção.
A nova produção, revisitada abriu em 12 de novembro de 1999, no Palácio de Cadillac em Chicago e correu até 9 de janeiro de 2000. Os produtores de Aida fizeram alterações substanciais na sua equipe para a produção de Chicago. Do elenco de Atlanta, apenas Heather Headley, como Aida, e Sherie Rene Scott, como Amneris, permaneceram. Adam Pascal se juntou ao elenco como Radamés para a corrida de Chicago. Robert Falls assumiu como diretor em Chicago, substituindo Robert Jess Ross; e cenógrafo Bob Crowley substituiu Stanley A. Meyer. Também fazem parte da nova equipe de Chicago o coreógrafo Wayne Cilento. A produção contou com um número de Chicago "Our Nation Holds Sway", originalmente realizada perto do início de ambos ato 1 e 2, cortados da versão final na Broadway.
Durante a corrida em Chiago, em 13 de novembro de 1999, um acidente de set durante os momentos finais do desempenho feriu as estrelas Headley e Pascal. De acordo com uma testemunha ocular, enquanto  os dois atores estavam sendo transportados em um "túmulo" que levita no clímax do show, a peça do set rompeu com o seu apoio e mergulhou de aproximadamente oito metros até o palco. Um comunicado de imprensa posterior da assessora do show afirmou que Headley e Pascal sofreram ferimentos leves e foram levados para Northwestern Memorial Hospital para exame. Ambos foram liberados do hospital algumas horas mais tarde. A partir de então, o túmulo permaneceu no chão.

## Broadway
O musical, agora intitulado Elton John and Tim Rice's Aida, estreou na Broadway no Palace Theatre em 23 de março de 2000 e fechou em 5 de setembro de 2004, depois de 30 visualizações e 1.852 performances. Ele é classificado como 35.º show mais tempo em cartaz na história da Broadway. Dirigido por Robert Falls, coreografado por Wayne Cilento, cenários e figurinos foram desenhados por Bob Crowley, iluminação de Natasha Katz , e design de som por Steve C. Kennedy. Considerado por seus produtores  um sucesso financeiro, Aida na Broadway recuperou seu investimento em 99 semanas, e gerou um lucro de US $ 12 milhões.
Heather Headley originou o papel-título de Aida. Headley ganhou o Tony Award e o Drama Desk Award de Melhor Atriz em um Musical, em 2000, por sua atuação neste papel. Headley também recebeu ampla aclamação da crítica por sua atuação. Adam Pascal desempenhou o papel de Radamés e Sherie René Scott, que estava com o projeto desde a sua primeira fase, originou o papel de Amneris, e foi nomeada a Atriz Mais Promissora em 2000 por sua atuação (Clarence Derwent Award).
Estrelas pops, incluindo Deborah Cox, Toni Braxton e Michelle Williams interpretaram o papel título de Aida durante a sua execução, na Broadway, bem como Maya Dias, Saycon Sengbloh, Simone e Merle Dandridge. Substituições notáveis para Radames incluem Patrick Cassidy, Richard H. Blake, William Robert Gaynor, e Matt Bogart. Substituições notáveis para Amneris incluem Idina Menzel, Jessica Hendy, Mandy Gonzalez, Felicia Finley, Taylor Dayne e Lisa Brescia. Substituições notáveis para Zoser foram Micky Dolenz e Donnie Kehr.

## Produções Internacionais
A primeira produção internacional de Aida correu em Scheveningen, nos Países Baixos. O espetáculo correu entre 10 de março de 2001 e 18 março de 2003 e foi traduzido para neerlandês. Houve também produções de Aida na Alemanha, Suíça, Japão, Coreia do Sul, Uruguai, Austrália, Filipinas, Mexico, Croácia, Peru, Argentina, Estônia, Canada, Hungria, Brasil, Suécia, Dinamarca, China, Israel e República Checa. Aida abriu na Nova Zelândia no St Peter's School (Cambridge). A produção original em japonês reabriu e está em cartaz em Osaka, no Japão.
O musical foi traduzido para 15 línguas: alemão, italiano, japonês, coreano, neerlandês, espanhol, estoniano, francês, húngaro, croata, português, sueco, dinamarquês, hebraico e checo.
Aida nunca foi encenado profissionalmente em Londres ou em outras partes do Reino Unido - o país de origem de seu compositor e letrista - apesar de ter sido lançado para o licenciamento amador a partir de 2011. Uma de suas primeiras grandes apresentações amadoras no Reino Unido foi em março de 2013, no ADC Theatre pelo Cambridge University Amateur Dramatic Club.

## Análise da Música
A música de Elton John para Aida é estilisticamente eclético. "Another Pyramid" é um número reggae moderno; "My Strongest Suit" inspira-se fortemente na Motown, "The Gods Love Nubia" inspira-se no evangelho. Há números como "Not Me", "Elaborates Lives", "Written in the Stars", que refletem o estilo de pop de Elton John. Há também uma forte influência na música africana, nomeadamente em "Dance of the Robe" e "Easy as Life". Estes estilos são usados sem muita atenção a autenticidade histórica; em vez disso, há uma mistura de Africano (principalmente do Oeste Africano), influências indianas e do Oriente Médio. Provavelmente, o mais próximo paralelo estilístico à obra com O Rei Leão também de John, outro musical com forte ênfase na etnicamente diversas influências estilísticas.
Entre as canções cortadas da produção após prévias foram duas músicas que compunham a seqüência final do show: o reprise de "Fortune Favors The Brave", intitulado "The Two Must Die", e em seguida, um dueto final dos mortos Aida e Radamés, intitulado "The Messenger". Essas músicas foram substituídas por reprises de "Elaborate Lives", "Enchantment Passing Through" e "Every Story Is A Love Story". "The Messenger" ainda pode ser ouvida em um demo inédito de Elton John (que vazou e foi pirateado) para o show, assim como no álbum conceitual, realizado por Elton John com Lulu.

## Versão para os Cinemas
Leontyne Price que fez o conto infantil da ópera, afirmou que os direitos tinham sido primeiro adquiridos pela Disney com a intenção de que ele deve se tornar um filme de animação, mas isso nunca foi feito. Acreditava-se por um tempo que existia um conceito de arte para a animação. No entanto, o artista desse conceito, Ben Balistreri afirmou que "Isso não era nada mais do que um trabalho de classe dado por Frank Terry quando eu estava na Cal Arts em 1996 ... Frank trouxe um recorte de jornal em que a Disney e Elton John iriam fazer um musical de animação de Aida e nossa missão era criar um line up dos principais personagens e dar-lhes um estilo Disney ".
Após o sucesso da versão nos palcos, a Disney começou a planejar uma grande produção em live-action cinematográfica. A partir de 2014, Beyoncé Knowles foi escalada no papel-título, ao lado de lado de Christina Aguilera como Amneris, com uma data de lançamento em 2014. No entanto, não surgiram mais relatos da adaptação desde então. A Disney teria substituído este projeto em favor da adaptação do também musical Into the Woods.

## Prêmios e indicações
| Ano  | Prêmio                                                                     | Categoria                                  | Nomeação                                                  | Resultado |
| ---- | -------------------------------------------------------------------------- | ------------------------------------------ | --------------------------------------------------------- | --------- |
| 2000 | Tony Award                                                                 | Melhor Trilha Sonora Original              | Elton John e Tim Rice                                     | Venceu    |
| 2000 | Tony Award                                                                 | Melhor Atriz em Musical                    | Heather Headley                                           | Venceu    |
| 2000 | Tony Award                                                                 | Melhor Direção de Arte                     | Bob Crowley                                               | Venceu    |
| 2000 | Tony Award                                                                 | Melhor Figurino                            | Bob Crowley                                               | Indicado  |
| 2000 | Tony Award                                                                 | Melhor Design de Iluminação                | Natasha Katz                                              | Venceu    |
| 2000 | Drama Desk Award                                                           | Melhor Atriz em Musical                    | Heather Headley                                           | Venceu    |
| 2000 | Grammy Award                                                               | Melhor Álbum Musical de Gravação do Elenco | Elton John e Tim Rice                                     | Venceu    |
| 2000 | John Kraaijkamp Musical Award                                              | Melhor Musical                             | Walt Disney Theatrical                                    | Venceu    |
| 2000 | John Kraaijkamp Musical Award                                              | Melhor Atriz                               | Antje Monteiro                                            | Indicado  |
| 2000 | John Kraaijkamp Musical Award                                              | Melhor Ator                                | Bastiaan Ragas                                            | Venceu    |
| 2000 | John Kraaijkamp Musical Award                                              | Mais Promissor Ator Masculino              | Marlon David Henry                                        | Indicado  |
| 2000 | John Kraaijkamp Musical Award                                              | Melhor Tradução                            | Martine Bijl                                              | Venceu    |
| 2000 | National Broadway Theatre Awards (agora chamado "Touring Broadway Awards") | Melhor Musical                             | Melhor Musical                                            | Venceu    |
| 2000 | National Broadway Theatre Awards (agora chamado "Touring Broadway Awards") | Melhor Trilha sonora                       | Elton John e Tim Rice                                     | Indicado  |
| 2000 | National Broadway Theatre Awards (agora chamado "Touring Broadway Awards") | Melhor Canção de Musical                   | "I Know The Truth"                                        | Indicado  |
| 2000 | National Broadway Theatre Awards (agora chamado "Touring Broadway Awards") | Melhor Ator em Musical                     | Patrick Cassidy                                           | Venceu    |
| 2000 | National Broadway Theatre Awards (agora chamado "Touring Broadway Awards") | Melhor Atriz em Musical                    | Simone                                                    | Venceu    |
| 2000 | National Broadway Theatre Awards (agora chamado "Touring Broadway Awards") | Melhor Atriz em Musical                    | Kelli Fournier                                            | Indicado  |
| 2000 | National Broadway Theatre Awards (agora chamado "Touring Broadway Awards") | Melhor Direção                             | Elton John                                                | Venceu    |
| 2000 | National Broadway Theatre Awards (agora chamado "Touring Broadway Awards") | Melhor Apresentação visual                 | Bob Crowley (Direção de Arte) e Natasha Katz (Iluminação) | Venceu    |
| 2000 | National Broadway Theatre Awards (agora chamado "Touring Broadway Awards") | Melhor Figurino                            | Bob Crowley                                               | Indicado  |
| 2000 | Clarence Derwent Award                                                     | Mais Promissora Atriz                      | Sherie Rene Scott                                         | Venceu    |
| 2000 | Outer Critics Circle Awards                                                | Melhor Atriz em Musical                    | Heather Headley                                           | Indicado  |